# Galium andrewsii
Galium andrewsii är en måreväxtart som beskrevs av Asa Gray. Galium andrewsii ingår i släktet måror, och familjen måreväxter.

## Underarter
Arten delas in i följande underarter:
- G. a. andrewsii
- G. a. gatense
- G. a. intermedium